# Linia kolejowa E 65
Linia kolejowa E 65 – ciąg transportowy międzynarodowego znaczenia wyznaczony na podstawie europejskiej umowy o głównych międzynarodowych liniach kolejowych (AGC) oraz na podstawie europejskiej umowy o ważnych międzynarodowych liniach transportu kombinowanego i obiektach towarzyszących (AGTC).
Magistrala  E 65 należy do VI Europejskiego Korytarza Transportowego łączącego państwa nadbałtyckie z krajami położonymi nad Morzem Adriatyckim i na Bałkanach. Na terenie Polski linie kolejowe PKP PLK tworzące ciąg E 65 mają przebieg południkowy. Linia kolejowa E 65 na terenie Polski przebiega m.in. przez Gdynię, Warszawę, Zawiercie, Katowice i Zebrzydowice.
Linia kolejowa E 65 na odcinku Gdynia – Warszawa została zmodernizowana i przygotowana do jazdy pociągów z prędkością 200 km/h.
Od dnia 14 grudnia 2014 roku na linii E 65 spółka PKP Intercity uruchomiła połączenia Express InterCity Premium obsługiwane przez ED250 z rodziny Pendolino kursujące z prędkością 200 km/h na odcinku Olszamowice – Góra Włodowska.
Brak skrzyżowań dwupoziomowych w ciągu E 65 spotkał się z protestem mieszkańców żądających bezkolizyjnych przejazdów w gdańskiej dzielnicy Orunia-Św. Wojciech-Lipce.

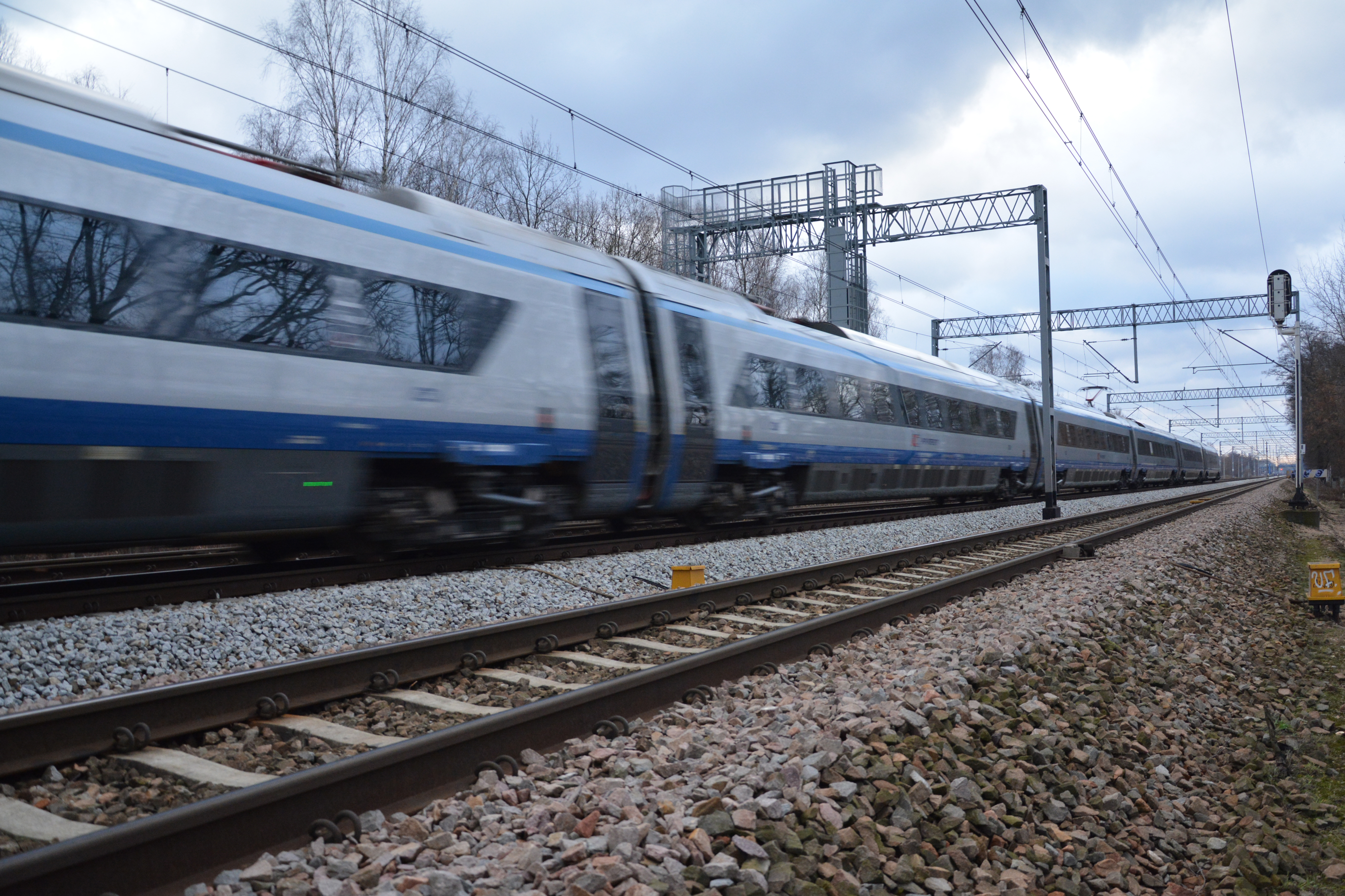
ED250 na linii E 65 pomiędzy przystankami Warszawa Płudy i Warszawa Choszczówka